# 台北101垂直馬拉松
台北101垂直馬拉松（Taipei 101 Run Up，原名：台北101國際登高賽）是一場每年固定以台北101大樓作為比賽場地的登高賽。自2005年台北國際金融大樓（台北101）安檢到91樓部分合格後，為了要提昇台北101的國際知名度，經台北101與台灣體育界各代表商議後，於2005年首度辦理，迄今已成功舉辦15屆，前後歷經彰化銀行、豐田汽車，與渣打銀行的冠名贊助。2018年台北101拿下2018垂直馬拉松世界冠軍賽（最後決賽）在台灣的主辦資格。
由於在首度辦理的當時，台北101居世界第一高樓的地位之故，使得在這座大樓舉辦登高賽的創舉，正式超越紐約帝國大廈的規模，成為世界上最高樓的國際登高賽事。但由於安全的考量，報名人數有一定的限制，所以不一定所有的長跑或登高好手都能夠參與這項盛會，還須通過健康檢查，才能正式參與比賽。

## 比賽規模

### 分組方式
1. 菁英高手組：必須要有一定的馬拉松經歷或是登高比賽的經歷才能參加，通常在前述比賽中得過獎的選手會被優先入選。由於台北101大樓原設計構想是以「8」為主軸，所以男、女各會錄取前八位優勝者；但自第六屆開始，本組與企業團體組的競賽，一律改取前五強。
2018年，因取得世界垂直馬拉松總決賽舉辦權，更名為「精英積分組」並納入世界冠軍賽正規賽事，以首輪的1－35樓的初賽積分，決定第二輪1－91樓決賽的排序，並依前述兩項之積分戰果決定最終名次，而當年總獎金為三千歐元。
2. 自我挑戰組：開放給一般大眾參與的組別，屬非競賽性質的公開組。如果在現場健康診斷部分，複檢未通過者，則會被取消比賽資格。
3. 企業團體組：第一屆首度辦理時，只邀請大樓駐商參與，在受到好評後，第二屆正式將本組列入比賽項目，每隊共有30人參與，採計該隊伍前15佳之選手成績總和後，作為該團隊最終之成績；第六屆起，視障組歸類至該類組，以特殊的號碼布色彩進行區分，並由主辦單位擇優表揚參賽選手。
4. 公益接力組：第八屆新設立之組別，以五人一組的方式，進行比賽樓層全程的挑戰，檢查點（團隊接力交接點）分別設置在20、35、59、78等階層。

### 樓層配置
註：本章節以最近一年舉辦之狀況所列，實際情形需依官方公佈之資料為準。
- 1樓外圍：舞台區、贊助廠商攤位區、體能檢驗區、即時戰況轉播區（Live Studio）註1、醫護區。
- 1樓內部：寄物區、選手檢錄準備區、起點區、即時成績公告區。
- 91樓：終點區註2、醫護區、新聞專訪區註3。

## 活動特色

### 會前活動

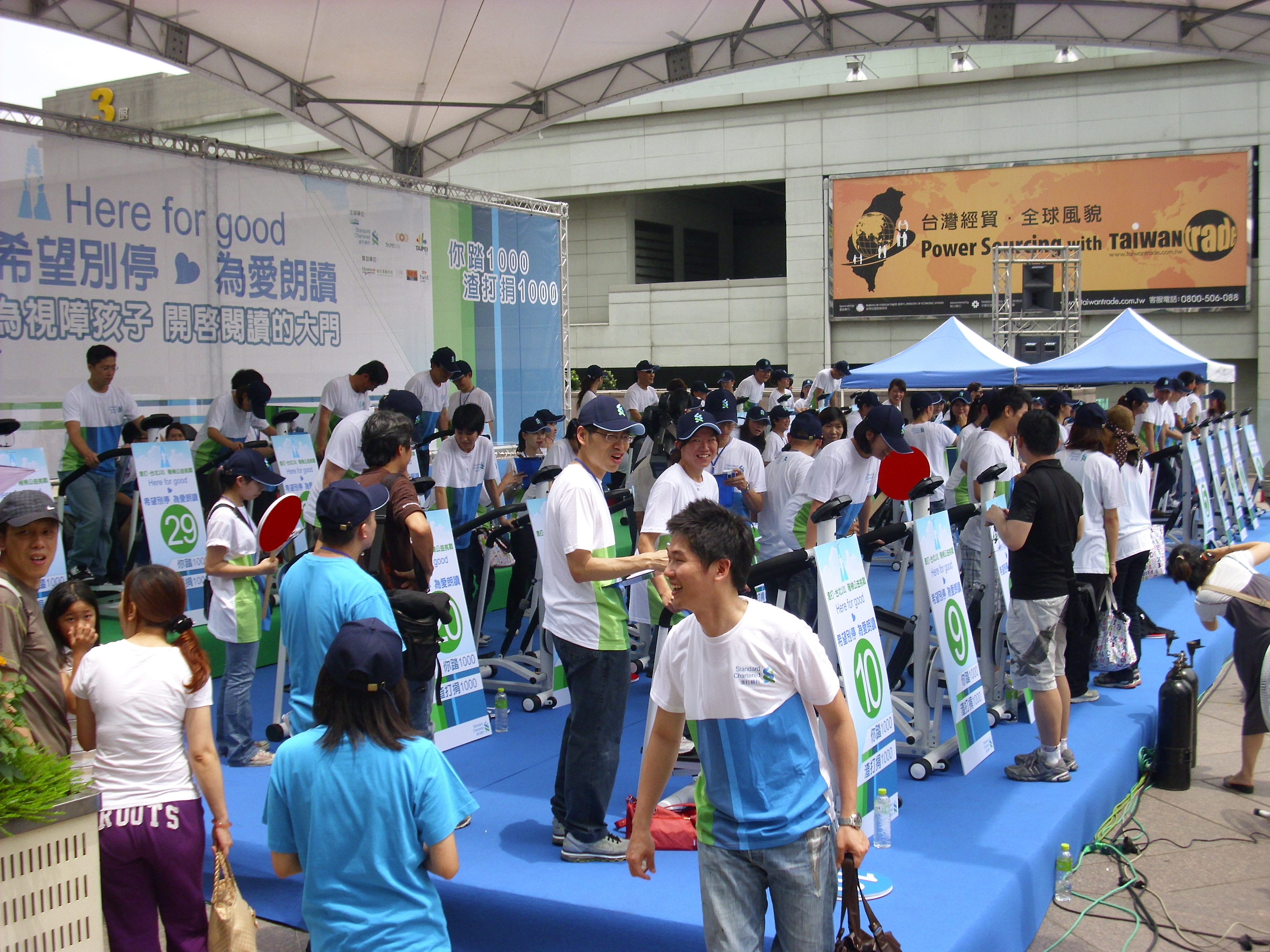
第六屆會前活動─渣打銀行「希望別停，為愛朗讀」公益活動。

會前賽通常在比賽的前一～二周實施，通常會根據辦理單位的屬性，邀請國內好手、駐大樓廠商、贊助商、台北市政府等貴賓進行參與，雖然不予計算成績，但通常會當作一場「預演」，也是主辦單位趁機驗收比賽安全與環境狀況的一種模式。
近年來，因渣打銀行的冠名贊助，加上渣打銀行本身高度致力公益活動的關係，因此在第六屆起，暖身賽改制成推廣全民運動的公益暖身活動，主導權也由地主變成冠名贊助單位。

#### 歷年會前活動
- 2005年（第一屆）：由奧運跆拳道金牌選手陳詩欣、倒跑名人薛慶光、視障馬拉松選手張文彥、慢跑教練吳興傳二人組、高齡參賽者彭宏年、消防隊員代表葉淙盛，以示範賽的方式試跑19樓。[1]
- 2007年（第三屆）：2009年聽障奧運選手示範賽。
- 2010年（第六屆）：「希望別停，為愛朗讀」公益踏步活動。
- 2011年（第七屆）：「為夢想跨一步」兩人三腳公益挑戰活動。
- 2012年（第八屆）：「公益接力」示範賽[2][3][4]、「看得見的希望」公益踏步挑戰活動[4]。

### 數位影像區
第一屆啟用時，除了在一樓擺設多個虛擬立牌，讓參賽者可以與立牌合照，起點攝影師也會在出發前，進行一定號次範圍的合照，通常是20人為一單位，倘若是企業團體組，則以1隊30人為單位。
第三屆起，因為在一樓有同步直播主舞台，因此在91樓的終點區，簡化了新聞媒體專訪區，讓媒體記者或參賽者，可以自由地與背板進行合影，而原先的開跑前合照，則是改成依照參賽者需求進行。

## 疫情影響
原定2020年5月9日舉辦之101垂直馬拉松，因COVID-19疫情影響，原將推遲至2020下半年舉行，但考量疫情的不可預測性，決議取消2020年賽事。
2021年舉辦之101垂直馬拉松官方公告，因COVID-19疫情影響，經官方評估2021年的賽事將推遲於10月舉行，詳細賽事辦法於6月公告。官方於6/29發布公告，因應臺灣疫情，2021年賽事再度取消。

## 歷年活動口號
| 年次（屆數）         | 中文口號                | 英文口號                      |
| -------------------- | ----------------------- | ----------------------------- |
| 2005年（第一屆）     | 挑戰101，奔向世界第一！ | Highest Fever, Highest Glory! |
| 2006年（第二屆）     | 奔向世界之最！          | Run To Top Of The World       |
| 2007年（第三屆）     | 奔向世界之最！          | Run To Top Of The World       |
| 2008年（第四屆）     | 奔向世界之最！          | Run To Top Of The World       |
| 2009年（第五屆）     | 向上衝刺！              | Power Up!                     |
| 2010年（第六屆）     | 希望別停。              | Here for Good.                |
| 2011年（第七屆）     | 新世紀，新視野。        | New Century, New Vision.      |
| 2012年（第八屆）     | 從心出發，跑出信念。    | Run for a Reason.             |
| 2013年（第九屆）     | 勇氣無限，夢想實現。    | RUN UP!!                      |
| 2014年（第十屆）     |                         | RUN UP!!                      |
| 2015年（第十一屆）   |                         | RUN UP!!                      |
| 2016年（第十二屆）   |                         | RUN UP!!                      |
| 2017年（第十三屆）   |                         | RUN UP!!                      |
| 2018年（第十四屆）   | 垂直馬拉松，世界冠軍賽  | RUN BEYOND THE WORLD!!        |
| 2019年（第十五屆）   | 101垂直馬 成就GET       | RUN BEYOND MY SELF            |
| 2020年（因疫情取消） |                         |                               |
| 2021年（因疫情取消） |                         |                               |
| 2022年（因疫情取消） |                         |                               |
| 2023年（第十六屆）   |                         | We are WELL                   |
| 2024年（第十七屆）   | 做自己的冠軍            | WE ARE THE CHAMPIONS          |

## 歷年冠名贊助單位
- 2005年：無任何業者冠名贊助。
- 2006年：彰化銀行
- 2007年：豐田汽車
- 2008年：無任何業者冠名贊助。
- 2009年：無任何業者冠名贊助。
- 2010年：渣打銀行
- 2011年：渣打銀行
- 2012年：渣打銀行
- 2013年：無任何業者冠名贊助。
- 2014年：無任何業者冠名贊助。
- 2015年：無任何業者冠名贊助。
- 2016年：中國信託
- 2017年：中國信託
- 2018年：中國信託
- 2019年：中國信託
- 2020年：無（因疫情取消）。
- 2021年：無（因疫情取消）。
- 2022年：無（因疫情取消）。
- 2023年：中國信託

## 備註
1. 該區是在第二屆時新設立。
2. 第三屆時，仿照新光摩天大樓登高大賽的模式，於終點前設置終點攝影區，後來簡化成「合影背版」。
3. 第一屆時是在84樓，當時名為「新聞記者攝影區」。
4. 台灣的「公共電視」負責「台灣聖母峰攻頂團隊」的專題報導與節目製作。

## 資料來源

### 電子媒體資料
1. ↑  陳函謙. . 北市新聞 (中國時報（台北市版）). 2005年11月7日: C2.
2. ↑  王蕾雅. . 台視新聞. 2012年5月17日.
3. ↑  許家禎. . 體育 (欣傳媒). 2012年5月17日.
4. 1 2  鄭心芸. . 投資理財 (中國時報). 2012年5月16日: B4.
5. ↑  . 元氣網.   [2020-08-04]. （原始内容存档于2021-01-21） （中文（臺灣））.
6. ↑  財經頻道, 自由電子報. . 自由時報電子報. 2020-03-06  [2020-08-04]. （原始内容存档于2020-03-07）.
7. ↑  . 官方臉書.   [2021-03-15] （中文（臺灣））.
8. ↑  . 官方臉書.   [2021-06-29] （中文（臺灣））.

### 官方資料
1. 金文科技、台北101：2006彰化銀行第二屆台北101國際登高賽官方活動手冊，2006年10月20日

## 相關主題
- 台灣登高賽列表

## 外部連結
- 2023 中國信託-台北101垂直馬拉松 （页面存档备份，存于）
- 台北101垂直馬拉松的Facebook專頁